# 甄琛
甄 琛（しん ちん、生年不詳 - 524年）は、北魏の官僚・学者・政治家。字は思伯。本貫は中山郡毋極県。従弟は甄密。

## 経歴
前漢の太保甄邯の後裔とされる。州主簿の甄凝と鉅鹿曹氏のあいだの子として生まれた。経書や史書を学び、短躯ながら容姿にすぐれ、秀才に挙げられた。都の平城に入って年を重ね、囲碁に夢中になって、夜を徹して止まなかった。夜にはいつも手下の蒼頭に蝋燭を持たせていたが、あるとき蒼頭が眠りこけていたため、杖罰を加えた。蒼頭は痛みに耐えかねて、「郎君は父母のもとを辞して、京師に仕官なさいました。もし読書のために蝋燭を執っているなら、わたくしめも罪を受け入れましょうが、囲碁のために日夜休まないことが、上京の目的だったのでしょうか。杖罰を受けるにしても、理に合わないではありませんか」と抗弁したので、甄琛はおそれ恥じ入って、許叡や李彪に書を借りて学習を再開し、優秀で知られるようになった。
太和初年、中書博士に任じられた。諫議大夫に転じ、ときおり直言したので、孝文帝に賞賛された。通直散騎侍郎に転じ、定州征北府長史として出向した。後に陽平王元頤の下で定州衛軍府長史となった。宣武帝が即位すると、甄琛は中散大夫・兼御史中尉となった。御史中尉を兼ねたまま通直散騎常侍に転じた。甄琛は塩の禁制を緩めるよう上表した。
甄琛は八座の議事に参与するよう命じられた。まもなく通直散騎常侍のまま正式に御史中尉となった。御史中尉をつとめたまま侍中に転じた。甄琛は御史として下級官吏を多く弾劾して、権貴を糾弾することはできなかった。趙脩が宣武帝に重用されるようになると、甄琛は趙脩のために働くようになった。父の甄凝が中散大夫となり、弟の甄僧林が定州別駕となったのも、趙脩への請託によるものだった。趙脩の悪事が露見し、鞭罰を受けて死去すると、甄琛は元英・邢巒・北海王元詳らの弾劾を受けて免官され、郷里に帰された。
数年して母の曹氏が死去した。その喪が明けないうちに父の甄凝が死去した。甄琛は弟の甄僧林と同居して自ら農園を耕し、鷹や犬を追って暮らした。朝廷に大事があるたびに、上表して陳情した。
長らくを経て、散騎常侍・領給事黄門侍郎・定州大中正として再び起用された。宣武帝に重用され、門下の事務を任され、尚書に参与し、軍事の謀議にも加わった。60歳も過ぎて、劉晣の娘を妻に迎えたが、新妻は20歳にもなっていなかった。511年（永平4年）、盧昶が朐山の戦いで敗れると、甄琛は宣武帝の命を受けて盧昶を逮捕し、その敗状を調査した。
甄琛は黄門・中正のまま河南尹に転じ、平南将軍の号を加えられた。甄琛は武官のうちで8品の将軍以下の有用なものを本官のまま里尉の任を兼任させるよう上奏した。宣武帝は里尉や里正は9品の諸職から選び、必ずしも武人である必要はないとした。甄琛はまた羽林を遊軍として、諸坊巷で盗賊を摘発させるよう上奏した。
甄琛は黄門のまま太子少保に転じた。514年（延昌3年）、大将軍高肇が蜀を攻撃すると、甄琛は使持節・仮撫軍将軍となり、4万の兵を率いて前駆都督となった。甄琛は梁州獠亭に宿営した。515年（延昌4年）、宣武帝が死去すると、軍を返した。高肇が死去すると、甄琛は高肇の党与とみなされ、朝政に参加させるのが不適当とされて、営州刺史として出され、安北将軍の号を受けた。1年あまりして営州刺史の任を李思穆と交代したが、老齢を理由に中山郡にとどまり、長らくして洛陽に赴いた。鎮西将軍・涼州刺史に任じられたが、なおも高肇と昵懇だったことが尾を引いての辺境任務だったことから、ぐずぐずして行きたがらなかった。まもなく洛陽に召還されて太常卿に任じられ、鎮西将軍のまま徐州刺史として出向するよう命じられた。甄琛が老齢を理由に辞退したため、鎮西将軍のまま吏部尚書に任じられた。しばらくして征北将軍・定州刺史に任じられ、故郷に錦を飾った。その統治は厳格でやたらと細々としたことを干渉したので、賞賛の声は聞かれなかった。崔光が司徒の任を辞退すると、甄琛は崔光におもねった手紙を書いた。崔光もその意を察しつつ、美文を褒める返書を書いて甄琛を喜ばせた。甄琛は洛陽に召還されて車騎将軍・特進となり、さらに侍中に任じられた。
524年（正光5年）冬、死去した。司徒公・尚書左僕射の位を追贈された。諡は孝穆といった。著書に『磔四声論』・『姓族廃興論』・『会通緇素論』があり、さらに『家誨』20篇や『篤学文』1巻が当時に通行した。

## 子女
- 甄侃（長男、字は道正。郡功曹から秘書郎となったが、素行や交友関係に問題があった。あるとき洛水の亭舎に宿泊して酒色に溺れ、そこの主人を殴打したため、司州に弾劾された。甄琛と不仲であった広平王元懐がこの件を追求しようとしたため、甄琛は宣武帝に奏聞して寛大な処分を求め、甄侃を釈放させた。甄侃は廃嫡されて蟄居させられ、家で死去した）
- 甄楷（字は徳方）
- 甄寛（字は仁規。員外散騎侍郎・定州別駕から太尉従事中郎・治書侍御史に転じた。東魏の武定初年、病のため帰郷し、家で死去した）

## 伝記資料
- 『魏書』巻68 列伝第56
- 『北史』巻40 列伝第28